# ヴァッレドルモ
ヴァッレドルモ（イタリア語: Valledolmo）は、イタリア共和国シチリア自治州パレルモ県にある、人口約3,500人の基礎自治体（コムーネ）。

## 地理

### 位置・広がり
パレルモ県のコムーネ。県都パレルモから南東へ58kmの距離にある。

#### 隣接コムーネ
隣接するコムーネは以下の通り。括弧内のCLはカルタニッセッタ県所属を示す。
- アーリア
- スクラーファニ・バーニ
- カストロノーヴォ・ディ・シチーリア
- ヴァッレルンガ・プラタメーノ (CL)